# Vattenpolo vid olympiska sommarspelen 1996
Vattenpoloturneringen vid Olympiska sommarspelen 1996 avgjordes i Atlanta.

## Medaljsummering
| Gren                          | Guld | Silver | Brons |
| Herrarnas vattenpoloturnering | Spanien Josep Maria Abarca Ángel Andreo Daniel Ballart Manel Estiarte Pedro García Salva Gómez Iván Moro Miki Oca Jorge Payá Sergi Pedrerol Jesús Rollán Carles Sans Jordi Sans Huvudtränare: Juan Jané | Kroatien Maro Balić Perica Bukić Damir Glavan Igor Hinić Vjekoslav Kobešćak Joško Kreković Ognjen Kržić Dubravko Šimenc Siniša Školneković Ratko Štritof Renato Vrbičić Tino Vegar Zdeslav Vrdoljak Huvudtränare: Bruno Silić | Italien Alberto Angelini Francesco Attolico Fabio Bencivenga Alessandro Bovo Alessandro Calcaterra Roberto Calcaterra Marco Gerini Alberto Ghibellini Luca Giustolisi Amedeo Pomilio Francesco Postiglione Carlo Silipo Leonardo Sottani Huvudtränare: Ratko Rudić |